# Berufsverband Discjockey
Der Berufsverband Discjockey e. V. (BVD e. V.) ist eine bundesweite Vereinigung von Discjockeys. Er wurde 1982 gegründet und hat seine Bundesgeschäftsstelle in Braunschweig. Der BVD e. V. vertritt als Verband neben gewerblich auftretende Discjockeys (mit Stand 14. April 2013 sind dies 501 registrierte „DJ Sedcards“ von Mitgliedern) auch Künstler, Manager, Musikproduzenten und andere in der Unterhaltungsbranche tätigen Personen.

## Vereinszweck und Ziele
Über die Weiterbildung und Qualifizierung in berufsspezifischen Bereichen hinaus besteht das Ziel, sowohl Mitglieder als auch Nichtmitglieder der Branche zusammenzubringen, um den fachlichen Austausch und die Zusammenarbeit zu fördern.
Ferner setzt sich der BVD e. V. dafür ein, ein Berufsbild bzw. IHK-Zertifikat für DJs zu schaffen, um der fachlichen Qualität und Leistung des Discjockeys gerecht zu werden.
Auch gesundheitliche Belange im Zusammenhang mit "zu lauter" Musik unterstützt der Berufsverband Discjockey e. V.
So war der BVD e. V. 2004 maßgeblich beteiligt bei der Einführung des DJ-Führerscheins, den derzeit ca. 2.500 DJs besitzen. Auch in den folgenden Jahren wird der BVD e. V. zusammen mit dem Bundesverband deutscher Discotheken und Tanzbetriebe (BDT e. V.), verschiedenen Ministerien und der Techniker Krankenkasse weitere DJs schulen und ihnen helfen den DJ-Führerschein zu erlangen.

## Regionale Arbeit des BVD e. V.
Der BVD e. V. hat neben seiner Bundesgeschäftsstelle auch Regionalrepräsentanten (RRP), welche regelmäßige Treffen in ihrer Region abhalten. Auf den Regionaltreffen, die auch Nichtmitgliedern offenstehen, werden aktuelle Themen der Branche besprochen, Künstler oder Technik vorgestellt uvm.
RRPs gibt es für die Gebiete Schleswig-Holstein Nord, Schleswig-Holstein Mitte, Schleswig-Holstein Süd, Hamburg, Bremen, Niedersachsen Nordost, Niedersachsen Mitte, Niedersachsen Ost, Nordrhein-Westfalen, Sachsen-Anhalt,  Berlin/Brandenburg, Sachsen, Rheinland-Pfalz, Hessen Süd, Bayern Süd/Ost, Bayern und Baden-Württemberg.

## DJ-Magazin
Das DJ-Magazin ist die vom BVD e. V. herausgegebene Fachzeitschrift für Discjockeys.
Mit einer Auflage von 8000 Exemplaren informiert sie nicht nur Mitglieder, sondern auch zahlreiche Brancheninsider regelmäßig über Aktuelles aus den Bereichen Musik, Technik, Trends und Messen.